# Валдек
Валдек (њем. Waldeck) град је у њемачкој савезној држави Хесен. Једно је од 22 општинска средишта округа Валдек-Франкенберг. Према процјени из 2010. у граду је живјело 7.327 становника. Посједује регионалну шифру (AGS) 6635021.

## Географски и демографски подаци
Валдек се налази у савезној држави Хесен у округу Валдек-Франкенберг. Град се налази на надморској висини од 245–475 метара. Површина општине износи 115,7 km². У самом граду је, према процјени из 2010. године, живјело 7.327 становника. Просјечна густина становништва износи 63 становника/km².